# 韓貴
韓貴（1471年—？），字道充，廣東廣州番禺縣人，民籍，明朝政治人物。

## 生平
廣東鄉試第四十八名舉人。弘治十八年（1505年）中式乙丑科會試第二百六十九名，三甲第二百零三名進士。

## 家族
曾祖韓彥才；祖父韓英茂；父韓斌。前母李氏；母高氏；繼母曾氏。具庆下。弟韓賢（贡士）。